# Агатон Ерні
Агатон Ерні — український дипломат. Громадянин Швейцарії, Дуаєн консульського корпусу, Почесний консул України в Швейцарії.

## Діяльність
Агатон Ерні, вніс вагомий особистий внесок у розвиток українсько-швейцарських відносин. У 1997 році виявив у Федеральному архіві Швейцарії фонд української місії в Берні 1918–1926 рр., та взяв активну участь у поверненні архіву Надзвичайної місії УНР у Швейцарії до України.

## Нагороди та відзнаки
- Почесна відзнака Президента України — Орден «За заслуги» ІІІ ступеня (1999)[1]